# Biełarus na warcie
Biełarus na warcie (biał. Беларус на варце) – białoruskie pismo wydawane na okupowanej Białorusi podczas II wojny światowej na terenie Białorusi.

## Historia
Pismo zaczęło wychodzić na początku listopada 1943 w Mińsku. Było przeznaczone dla Białorusinów służących w kolaboracyjnych jednostkach wojskowych i policyjnych. Pierwszy numer ukazał się w nakładzie 2,5 tys. egzemplarzy. Funkcję redaktora naczelnego pełnił Uładzimir Dudzicki, a następnie Uładzimir Hućka. W skład redakcji wchodzili m.in. Anton Ćwiaćkouski i kpt. Franciszak Kuszal. Ostatni numer wyszedł w maju 1944, na krótko przed zajęciem Mińska przez Armię Czerwoną. Ogółem ukazało się 10 numerów. W piśmie drukowano oświadczenia niemieckich władz okupacyjnych, odezwy, obwieszczenia, artykuły propagandowe dotyczące walki z reżimem stalinowskim i partyzantką sowiecką lub wychwalające III Rzeszę.